# Jubla
Jubla (arab. يبلى) – nieistniejąca już arabska wieś, która była położona w dystrykcie Bajsan w Mandacie Palestyny. Wieś została wyludniona i zniszczona podczas I wojny izraelsko-arabskiej, po ataku sił żydowskiej Hagany w dniu 16 maja 1948 roku.

## Położenie
Jubla leżała w południowo-wschodniej części płaskowyżu Ramot Jissachar. Wieś była położona w odległości 9 kilometrów na północny zachód od miasta Bajsan. Według danych z 1945 do wsi należały ziemie o powierzchni 516,5 ha. We wsi mieszkało wówczas 210 osób.
| własność gruntów | powierzchnia gruntów (hektary) |
| ---------------- | ------------------------------ |
| Arabowie         | 205,1                          |
| Żydzi            | 175,8                          |
| publiczne        | 135,6                          |
| Razem            | 516,5                          |

| Rodzaj użytkowanych gruntów | Arabowie (hektary) | Żydzi (hektary) |
| --------------------------- | ------------------ | --------------- |
| uprawy nawadniane           | 3,7                | -               |
| uprawy zbóż                 | 231,5              | 174,8           |
| uprawy cytrusów             | 2,5                | -               |
| zabudowane                  | 1,2                | 1               |
| nieużytki                   | 104,3              | -               |

## Historia
Nie jest znana data założenia wioski, chociaż była już ona znana w czasach krzyżowców. Po I wojnie światowej w 1918 roku cała Palestyna przeszła pod panowanie Brytyjczyków, który w 1921 roku utworzyli Brytyjski Mandat Palestyny. Umożliwiło to rozwój osadnictwa żydowskiego w Palestynie. W latach 20. XX wieku żydowskie organizacje syjonistyczne zaczęły wykupywać grunty w całej okolicy. W okresie panowania Brytyjczyków Jubla była niewielką wsią.

Przyjęta 29 listopada 1947 roku Rezolucja Zgromadzenia Ogólnego ONZ nr 181 przyznała te tereny państwu żydowskiemu. Podczas wojny domowej w Mandacie Palestyny, w dniu 7 czerwca 1948 roku siły żydowskiej Hagany otoczyły wieś. Okazało się wówczas, że Jubla była całkowicie opuszczona. Jej mieszkańcy uciekli wcześniej w obawie przed pogromami. Na początku I wojny izraelsko-arabskiej pojawiły się obawy, że tutejsze wioski arabskie mogą być wykorzystane przez Arabów do prowadzenia operacji wojskowych. Z tego powodu w dniu 18 maja 1948 roku siły Hagany ponownie zajęły wieś Jubla, wysiedlając pozostałych mieszkańców i burząc wszystkie domy.

## Miejsce obecnie
Teren wioski Jubla pozostaje opuszczony, jednak jej pola uprawne zajęła sąsiednia wieś Moledet. Palestyński historyk Walid al-Chalidi, tak opisał pozostałości wioski Jubla: „Miejsce i część ziem jest ogrodzona drutem kolczastym. Są wykorzystywane przez Izraelczyków jako pastwiska dla krów”.